# Berliner Theatertreffen
Le Berliner Theatertreffen est un événement qui a lieu tous les ans à Berlin et qui est organisé par le Berliner Festpiele GmbH. Il est soutenu financièrement par le Kulturstiftung des Bundes, la fondation fédérale pour la culture. Les dix mises en scène les plus remarquables qui soient dans l’espace germanophone sont récompensées par la réception d’une invitation à participer au Theatertreffen. Un jury de sept critiques de théâtre opère son choix parmi toutes les mises en scène. En règle générale, la décision d’inviter ou non les compagnies théâtrales tombe au mois de février et le festival d’environ deux semaines a lieu au mois de mai. Le festival  est organisé dans la Haus der Berliner Festspiele dans la rue Schaperstraβe (dans l’arrondissement de Wilmesdorf à Berlin). Différentes compagnies berlinoises, notamment des scènes alternatives, se produisent pour satisfaire aux exigences spatiales des compagnies invitées. Chaque année, les tickets pour le Theatertreffen sont très convoités.
Le premier Theatertreffen a eu lieu en 1964. De 2003 à 2011, il était présidé par Iris Laufenberg. Depuis 2012, Yvonne Büdenhölzer, auparavant à la tête du festival Stückemarkt, en a pris la direction. Aujourd’hui, le Theatertreffen s’accompagne d’un programme complet de discussions, de remises de prix, de discours, de films, de cérémonies de premières et de concerts. La chaîne 3sat diffuse le festival de manière détaillée et retranscrit certaines représentations en direct à la télévision.

## Récompenses
Trois prix sont décernés dans le cadre du Theatertreffen. Le Theaterpreis Berlin (prix théâtral de Berlin) de la fondation Stiftung Preuβische Seehandlung est attribué à une personne ou à un groupe qui a/ont particulièrement mis le théâtre germanophone à l’honneur. Le prix 3sat honore une performance théâtrale novatrice et innovante parmi les compagnies invitées au Theatertreffen et le prix Alfred Kerr Darsteller récompense les performances exceptionnelles du meilleur jeune espoir masculin ou féminin.

## Le Stückemarkt de Berlin, le forum international et le blog du Theatertreffen
Le Stückemarkt du Theatertreffen de Berlin a été fondé en 1978 en tant que festival propice à la découverte d’auteurs méconnus venus de toute l’Europe. Il s’est imposé comme initiative couronnée de succès pour le théâtre contemporain dans l’espace germanophone, avec à son compteur 35 ans de soutien durable des auteurs. Avec ses lectures mises en scène, ses discussions, ses prix et ses commandes pour des œuvres, le Theatertreffen est une véritable place de marché pour les dramaturges, les éditeurs, les metteurs en scène de théâtre et les critiques. Depuis 2012, le Stückemarkt s’oriente vers de nouveaux modèles, sans se limiter aux textes classiques. En 2012, un collectif théâtral fut invité pour la première fois à créer un concept dans le cadre d’un laboratoire de projet et à le présenter sous la forme d’un « try out », afin de proposer un forum relatif aux formes contemporaines du développement théâtral. Depuis 2015, un jury d’artistes est à la recherche de jeunes metteurs en scène, qui développent dans leurs textes ou leurs projets de nouvelles formes de langages théâtraux. Une pièce des artistes invités est présentée dans le cadre des Theatertreffen. De plus, il y a des discours et des ateliers avec les participants du Stückemarkt et les jurys.
Le forum international (Internationale Forum) est un programme de quinze jours pour les metteurs en scène de théâtre internationaux âgés de moins de 35 ans. Il a lieu parallèlement au Theatertreffen et comprend des ateliers, des visites de représentations et des ateliers-débats, au cours desquels les participants échangent sur des questions pratiques et théoriques à propos du théâtre contemporain.
Lors du Theatertreffen 2009, le Theatertreffen-blog, successeur du journal du festival, a été créé. À la suite de cela, de jeunes journalistes culturels accompagnent le Theatertreffen devant et derrière les coulisses pendant trois semaines en tant que rédacteurs web. Tous les ans en hiver, des journalistes intéressés peuvent postuler pour devenir des blogueurs du Theatertreffen.
Sous l’égide du Berliner Festspiele, a également lieu tous les ans depuis 1980 le Theatertreffen de la jeunesse. Il permet la représentation de productions sélectionnées de troupes de jeunes acteurs et offre en outre un programme d’ateliers et de discussions.

## Filmographie
- 50 Jahre Theatertreffen: Wir fahren nach Berlin! Documentaire, Allemagne, 2013, 45 min 20 s, Livre et mise en scène : Andreas Lehmann, Production : Kobalt Productions, 3sat, ZDF, première diffusion : le 18 mai 2013 sur 3sat, résumé de l'ARD.

## Sites Internet
- (de) Berliner Festspiele
- (de) Fotos Theatertreffen 2014